# قرار مجلس الأمن التابع للأمم المتحدة رقم 1817
قرار مجلس الأمن التابع للأمم المتحدة رقم 1817 المتخذ بالإجماع في 11 يونيو 2008.

## القرار
وإذ يعرب مجلس الأمن عن قلقه البالغ إزاء انتشار التهريب إلى أفغانستان وداخلها للمركبات الكيميائية التي تُستخدم بشكل غير قانوني في تنقية الهيروين، دعا مجلس الأمن جميع الدول الأعضاء في الأمم المتحدة إلى المساعدة في تشديد الضوابط الدولية والإقليمية على تصنيع وتجارة السلائف الكيميائية، منع تحويلها إلى الأسواق غير المشروعة.
باعتماد القرار 1817 (2008) بالإجماع، أشار مجلس الأمن إلى أن معظم الأفيون المنتج في أفغانستان يتم معالجته الآن داخل البلاد، ودعا جميع الدول الأعضاء إلى زيادة التعاون في مراقبة التجارة الدولية في السلائف الكيميائية، وخاصة أنهيدريد الخل، وهي تستخدم بشكل قانوني من قبل الصناعات الدوائية والمنسوجات والجلود، ولكنها أيضًا السلائف الأساسية المستخدمة لتحويل الأفيون إلى قاعدة المورفين والهيروين.
بالنظر إلى مؤتمر باريس الدولي لدعم أفغانستان، شجع القرار المشاركين المتوقعين في هذا الحدث على «تقديم مقترحات ملموسة» حول كيفية معالجة مشكلة تحويل السلائف الكيميائية للاستخدام غير المشروع، في الإطار الأوسع للمناقشات حول تعزيز أنشطة مكافحة المخدرات في إستراتيجية التنمية الوطنية الأفغانية والاستراتيجية الوطنية لمكافحة المخدرات.
وشدد القرار أيضا على أهمية اتباع نهج شامل تجاه مشكلة المخدرات في أفغانستان، ودعا الدول الأعضاء، ولا سيما أفغانستان والبلدان المجاورة المنتجة للسلائف وجميع البلدان الواقعة على طرق التهريب، إلى الامتثال الكامل للأحكام ذات الصلة من اتفاقية الأمم المتحدة لمكافحة المخدرات غير المشروعة. الاتجار بالمخدرات والمؤثرات العقلية، من أجل سد الثغرات التي تستخدمها الشبكات الإجرامية لتحويل السلائف الكيميائية عن التجارة الدولية المشروعة.
حثّ مجلس الأمن الدول المستوردة والمصدرة على تعزيز تنظيمها ورصدها لحركة السلائف، ودعا المجتمع الدولي إلى تزويد أفغانستان بالدعم المالي والتقني لبناء قدرتها الوطنية في تلك المجالات. وشدد على أهمية تدريب وتجهيز وكالات إنفاذ القانون، بما في ذلك شرطة الحدود وضباط الجمارك، حتى يتمكنوا من التعامل بكفاءة مع مهام مثل الكشف والمسح والتخزين ونقل وتدمير السلائف الكيميائية.
وفي حديثه بعد التصويت بالإجماع، رحب جان بيير لاكروا من فرنسا، أحد الرعاة الرئيسيين للنص، بالخطوة قائلا إن بلاده تقف بثبات وراء جهود أفغانستان لمكافحة تهريب المخدرات وتحسين الاستقرار في جميع أنحاء البلاد. ومن شأن مؤتمر المانحين في باريس، والذي يعد معلمًا بارزًا، لدعم التنمية وإعادة الإعمار في أفغانستان، أن يمنح المجتمع الدولي الأوسع فرصة لإعادة تأكيد التزامه بالتعاون.

## روابط خارجية
- </img>
- نص القرار في undocs.org